# Diablo IV
Diablo IV ist ein Action-Rollenspiel des US-amerikanischen Spielentwicklers Blizzard Entertainment und die Fortsetzung von Diablo III. Das Spiel wurde auf der firmeneigenen Spielemesse BlizzCon 2019 angekündigt. Es erschien am 2. Juni 2023 im Early Access (für Besitzer der Deluxe- und Ultimate-Editionen) für Windows, PlayStation 4, PlayStation 5, Xbox One und Xbox Series X/S. Die reguläre Veröffentlichung erfolgte am 6. Juni 2023. Die erste Erweiterung Vessel of Hatred wurde im Oktober 2024 veröffentlicht.

## Entwicklung
Die Veröffentlichung war zunächst für 2021 geplant und wurde mehrfach verschoben. Um das Ziel trotz Missmanagement einzuhalten, wurden die Mitarbeiter unter Druck gesetzt und massive Überstunden (Crunch) angeordnet. Um das verfahrene Projekt zu Ende zu bringen, wurde Rod Fergusson angeheuert, der als erfahrene Kraft hierauf spezialisiert war.

## Handlung
Diablo IV spielt 50 Jahre nach dem Ende von Reaper of Souls, dem Abschluss von Diablo III. Die Menschheit in der Welt von Sanktuario wurde durch die vorherigen Ereignisse stark dezimiert. Nun kehrt die mächtige Dämonin Lilith zurück, die Tochter von Mephisto, einem der drei großen Übel und Bruder von Diablo. Sie war zusammen mit dem Erzengel Inarius verantwortlich für die Erschaffung der Welt Sanktuario, bevor sie sich zerstritten und Inarius sie verbannte.
Im Zusammenhang mit Liliths Rückkehr droht Sanktuario ein neuer Konflikt. Der Spieler trifft früh auf Kultisten, die Lilith verehren, ebenso manipuliert die Dämonin verschiedene Personen. Um Liliths Pläne zu verhindern, die zu Beginn unklar sind, macht sich der Spieler auf die Suche nach ihr. Er wird von den wenigen verbliebenen Mitgliedern der Horadrim unterstützt, einem alten Magierorden, der sich der Bekämpfung der Dämonen verschrieben und bereits zuvor in der Spieleserie eine Rolle gespielt hat. Die Handlung ist in insgesamt sechs Akte unterteilt.

## Spielprinzip
Wie in den Vorgängern der Diablo-Spieleserie erstellt der Spieler zu Beginn einen Charakter aus den verfügbaren Charakterklassen. Zur Veröffentlichung standen fünf Klassen zur Auswahl: Barbar, Zauberin, Druide, Jägerin und Totenbeschwörer. Mit der ersten Erweiterung Vessel of Hatred steht eine sechste Klasse, die Geistgeborenen, zur Verfügung. Die Charaktere können jeweils männlich oder weiblich gestaltet sein. Mit diesem Charakter erkundet der Spieler die Spielwelt Sanktuario, in der er Quests erledigen kann, die eine Hauptgeschichte oder kleinere Nebengeschichten erzählen. Dazu gehört der Kampf gegen verschiedene Monster/Dämonen. Wenn Monster besiegt werden, erhält der Spieler Erfahrungspunkte (XP), mit denen er neue Kampffähigkeiten (Skills) freischaltet und gegebenenfalls Beute (Loot), mit der die Ausrüstung des Charakters verbessert werden kann. Das Skillsystem ist vielseitig und erlaubt zahlreiche verschiedene Builds innerhalb der jeweiligen Charakterklasse.
Im Gegensatz zu den vorherigen Teilen der Hauptreihe ist Diablo IV in einer offenen Spielwelt angesiedelt, wodurch der Spieler kurz nach Beginn die freie Wahl hat, in welcher Reihenfolge er die Storyquests bewältigt. Ebenso begegnet der Spieler anderen Spielern in der Spielwelt, in der bestimmte Aktivitäten (vor allem im Endgame) zusammen bestritten werden können.
Im Anschluss an das Ende der Story folgen spezielle Endgame-Aktivitäten mit höheren Schwierigkeitsstufen und besserem Loot. Des Weiteren soll das Spiel langfristig unterstützt werden. Produzent Rod Fergusson zufolge werde man Diablo IV im Sinne eines Live-Service-Spiels mit saisonalem Content versorgen, außerdem sollen mindestens zwei große Erweiterungen folgen. Ein Battle Pass (in einer kostenlosen und einer kostenpflichtigen Version) ist ebenfalls geplant. Ebenso stehen neben diversen Nebenquests über 100 Dungeons zur Verfügung.
Im Bereich der Monetarisierung wird (neben der kostenpflichtigen Version des Battle Pass) ein Shop mit kosmetischen Items angeboten.

## Rezeption
In der Spielepresse fielen die Wertungen für Diablo IV sehr positiv aus. Bei Metacritic liegt der Metascore bei 86 von 100 Punkten, bei 89 berücksichtigten Testberichten. OpenCritic aggregierte aus 156 Bewertungen einen Gesamtwert von 88 aus 100.
IGN vergab 9 von 10 Punkten und bezeichnete das Spiel als eine atemberaubende Fortsetzung mit einem nahezu perfekten Endgame und einem ausgezeichneten Progressionssystem.
Gamepro vergab eine Wertung von 94 % und bezeichnete Diablo IV als den mit Abstand besten Teil der Reihe: „Mit Diablo 4 hat Blizzard ein Genre-Meisterwerk erschaffen, das nahezu alles richtig macht.“ In den verschiedenen Tests wurden unter anderem Story, Worldbuilding mit einer deutlich düsteren Atmosphäre, grafische und akustische Präsentation, Kampf- und Progressionssystem sowie die Spieleaktivitäten in der Open World gelobt.